# Caradrina tangens
Caradrina tangens là một loài bướm đêm trong họ Noctuidae.